# Kostel svatého Víta (Rusovce)
Kostel svatého Víta je nejstarší sakrální stavební památkou Rusovců, městské části Bratislavy v okrese Bratislava V.
Je situován v jižní části parku Kaštela v Rusovcích hned vedle hlavní silnice.

## Historie
Jeho původ je třeba hledat v pozdně římském období. Současný kostel byl vybudován v renesančním slohu v roce 1613 na místě staršího románského kostela doloženého v roce 1208. O jeho zrodu svědčí latinský kamenný nápis nad jižním renesančním portálem. Podle něj kostel založil se souhlasem kaločského arcibiskupa Demeter Napragiho Rusovský farář Peter Tisliarich 15. června 1613.
Kostel podstoupil postupem času několik stavebních úprav, z nichž některé se negativně podepsaly pod jeho existenci. Nejtvrdší úder kostel dostal při přestavbě v 50. letech 20. století, když byl vyprázdněn a přeměněn na sklad knih. Vzácný mobiliář, se nenávratně ztratil nebo byl zničen. Některé artefakty, mezi nimi např. vzácný oltářní triptych s výjevem Umučení sv. Víta, se podařilo časem objevit.

## Popis
Stavebně je kostel sv. Víta jednoduchou jednolodní stavbou s presbytářem a představěnou čtyřhrannou věží, vysokou 17 metrů, stojící na dvou mohutných pilířích. Presbytář je zaklenut křížovou klenbou. Střecha lodi je sedlová. V současnosti je kostel ve stavu rekonstrukce, kterou vykonávají nadšenci z občanského sdružení Vitus. Hotová je věž a kompletní zastřešení objektu. Loď spolu s interiérem čekají na rekonstrukci.
V kostele se prováděl archeologický průzkum, během něhož byly pod podlahou objeveny čtyři hroby (tři novověké a jeden z římského období ze 4. století).
Kostel svatého Víta v Rusovcích patří k nejvýznamnějším památkám Bratislavy a jako takový byl zařazen do seznamu národních kulturních památek SR.